# Prosthiostomum elongatum
Prosthiostomum elongatum är en plattmaskart. Prosthiostomum elongatum ingår i släktet Prosthiostomum och familjen Prosthiostomidae. Inga underarter finns listade i Catalogue of Life.